# استفان لنگدون
استفان هربرت لنگدون (۱۸۷۶–۱۹۳۷م)(به انگلیسی: Stephen Herbert Langdon)یک محقق آشورشناسی آمریکایی و بریتانیایی‌تبار بود.
لنگدان در مونرو شهری در ایالت میشیگان متولد شد و در دانشگاه میشیگان تحصیل کرد.
سپس برای دریافت دکترا به دانشگاه کلمبیا رفت.

## اقدامات
- حفاری در کیش و …[۲]